# Kamil Ocak
Mehmet Kamil Ocak (Gaziantep, 19 febbraio 1914 – Ankara, 21 maggio 1969) è stato un cestista turco.

## Carriera
Dal 1933 al 1936 ha giocato nel Galatasaray. Proprio nel 1936 è stato convocato dalla Turchia per i Giochi della XI Olimpiade di Berlino.